# Luis Martín Barraza Beltrán

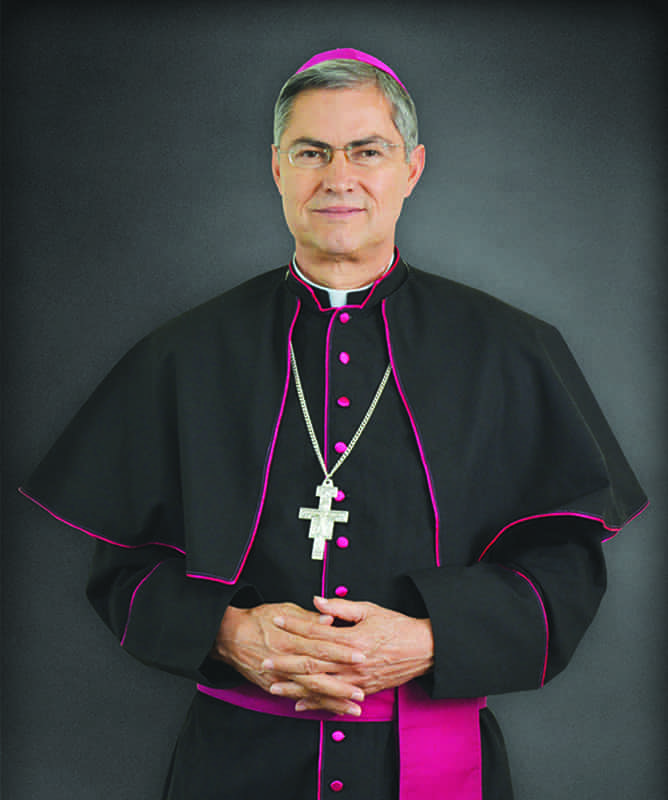
Luis Martín Barraza Beltrán (2022)

Luis Martín Barraza Beltrán (* 22. November 1963 in Ciudad Camargo, Chihuahua, Mexiko) ist ein mexikanischer Geistlicher und römisch-katholischer Bischof von Torreón.

## Leben
Luis Martín Barraza Beltrán empfing am 17. Juni 1988 das Sakrament der Priesterweihe.
Am 9. September 2017 ernannte ihn Papst Franziskus zum Bischof von Torreón. Der Apostolische Nuntius in Mexiko, Erzbischof Franco Coppola, spendete ihm am 29. November desselben Jahres die Bischofsweihe; Mitkonsekratoren waren der Erzbischof von Durango, José Antonio Fernández Hurtado, der Erzbischof von Chihuahua, Constancio Miranda Weckmann, und der emeritierte Bischof von Torreón, José Guadalupe Galván Galindo.